# Exhibition Street
Exhibition Street is een straat in Melbourne, Australië. De straat maakt deel uit van het Hoddle Grid in het zakendistrict in Melbourne. De straat loopt van noord naar zuid en het is op Spring Street na de meest oostelijke hoofdstraat in het zakendistrict. De straat loopt van Victoria Street tot Flinders Street waar de straat overgaat in Batman Avenue.
De straat werd hernoemd naar Exhibition Street tijdens de wereldtentoonstelling van 1880 in het Royal Exhibition Building. De vorige naam was Stephen Street, vernoemd naar James Stephen. Op 5 december 1898 werd de naamswijziging officieel doorgevoerd.
Aan Exhibition Street bevinden zich allerlei bekende gebouwen, zoals het Melbourne City Medical Centre, Her Majesty's Theatre, Telstra Corporate Centre en het Comedy Theatre (op de hoek met Lonsdale Street). Tussen Swanston Street en Exhibition Street bevindt zich het Chinatown van Melbourne aan Little Bourke Street.